# Violka zahradní
Violka zahradní neboli maceška zahradní (Viola × wittrockiana) je jednoletá (nebo ozimá) až dvouletá bylina z čeledi violkovité (Violaceae). Dorůstá výšky nejčastěji do 15–30 cm. Listy jsou jednoduché, většinou řapíkaté, čepele listů jsou vejčité až podlouhlé, na okraji jsou vroubkovaně pilovité. Na bázi listů jsou palisty, které jsou celkem velké (3–5 cm dlouhé), hrubě zubaté, nebo hlouběji dělné, peřenodílní či peřenosečné. Na květní stopce jsou 2 listénce, jsou umístěné v horní polovině stopky. Květy jsou někdy vonné, někdy nevonné, přívěsky kališních lístků jsou relativně velké. Koruny jsou nejčastěji 4–6 cm vysoké. Pěstuje se mnoho kultivarů, proto jsou koruny různých barev, často alespoň trochu sametové. V ČR kvete nejčastěji od března do září. Plodem je tobolka.

## Rozšíření ve světě
Violka zahradní je umělý kříženec, který byl vyšlechtěn pro okrasu. Na jeho vzniku se asi podílely: violka žlutá (Viola lutea), violka trojbarevná (Viola tricolor), violka rohatá (Viola cornuta), Viola altaica a asi i další. Hybrid vznikl počátkem 19. století ve Velké Británii a dnes se pěstuje ledaskde ve světě.

## Rozšíření v Česku
V ČR je hojně pěstována a často v okolí lidských sídel přechodně zplaňuje, např. při krajích chodníků, na kompostech v bahně aj.

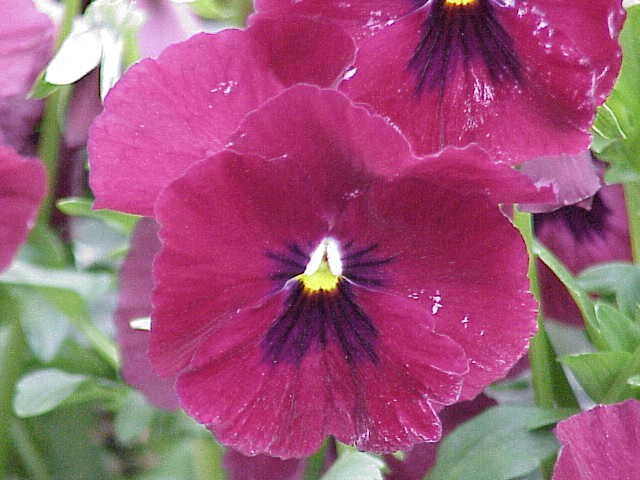
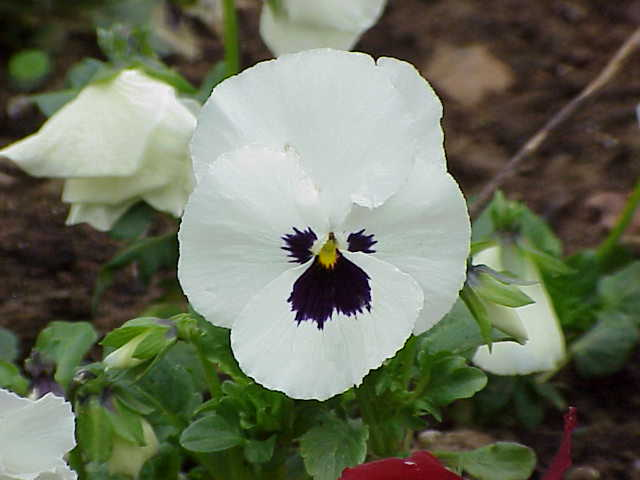
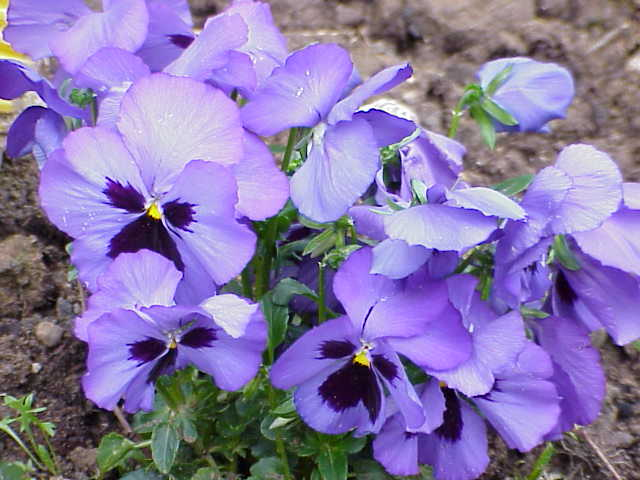
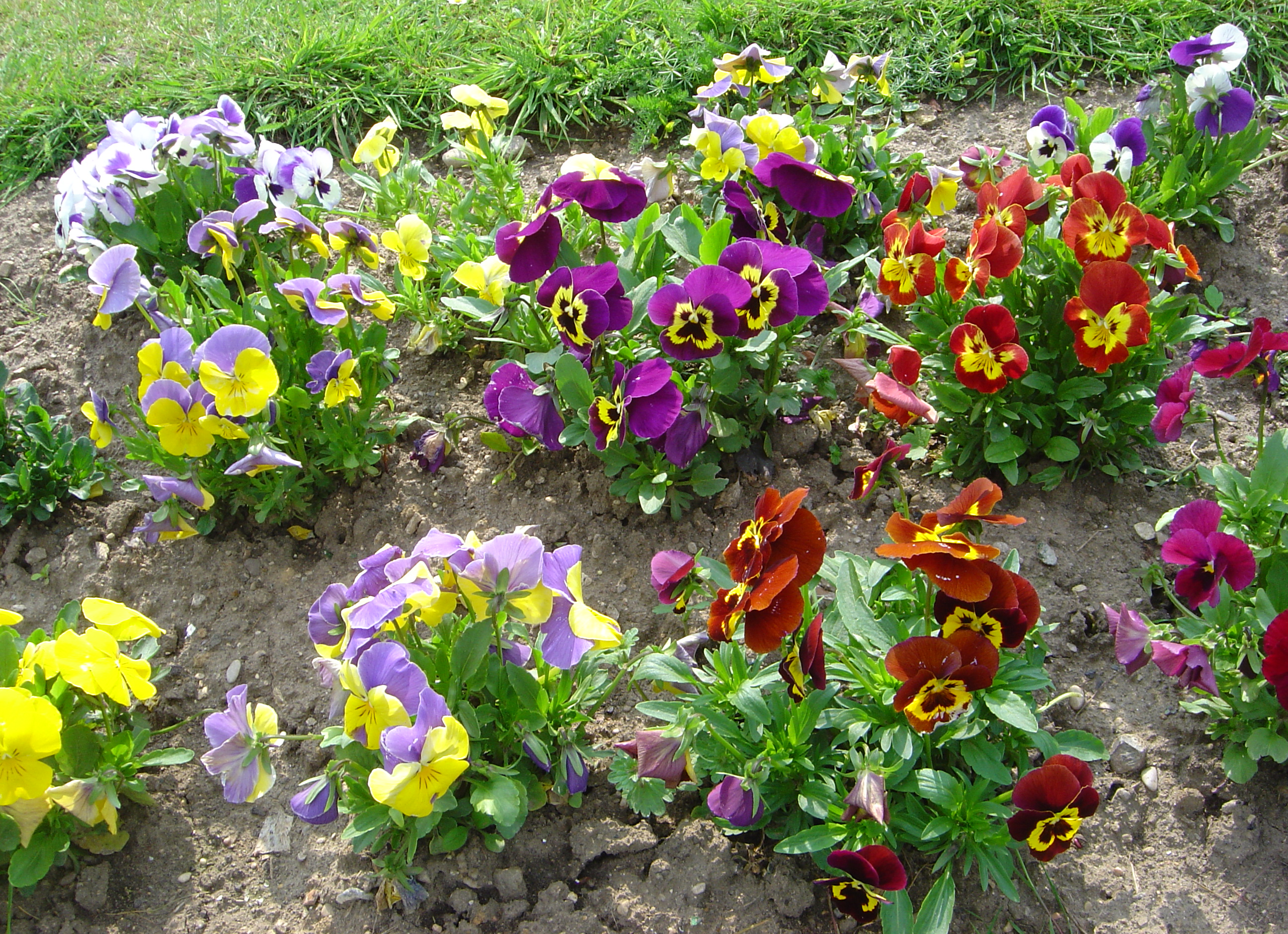
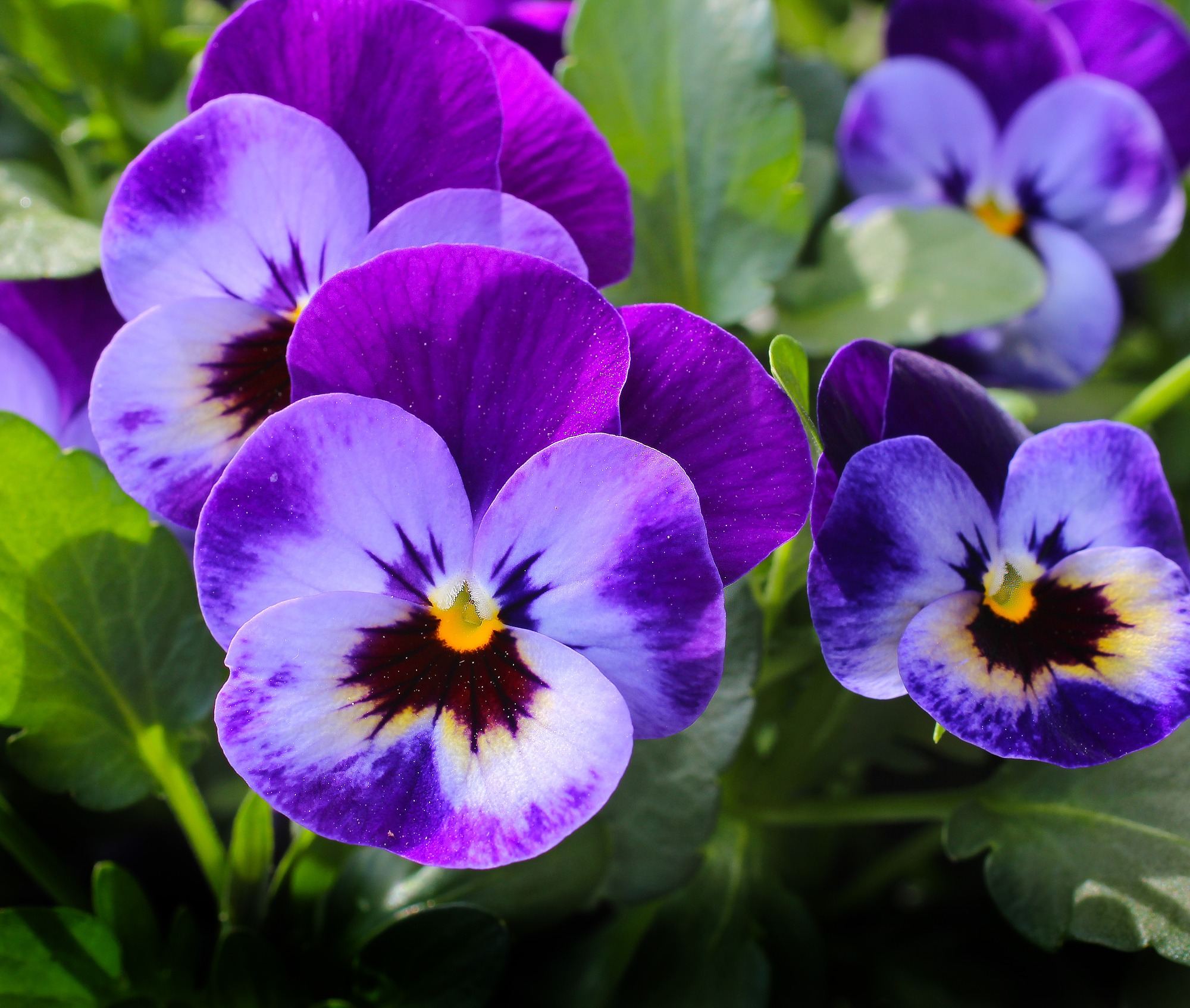
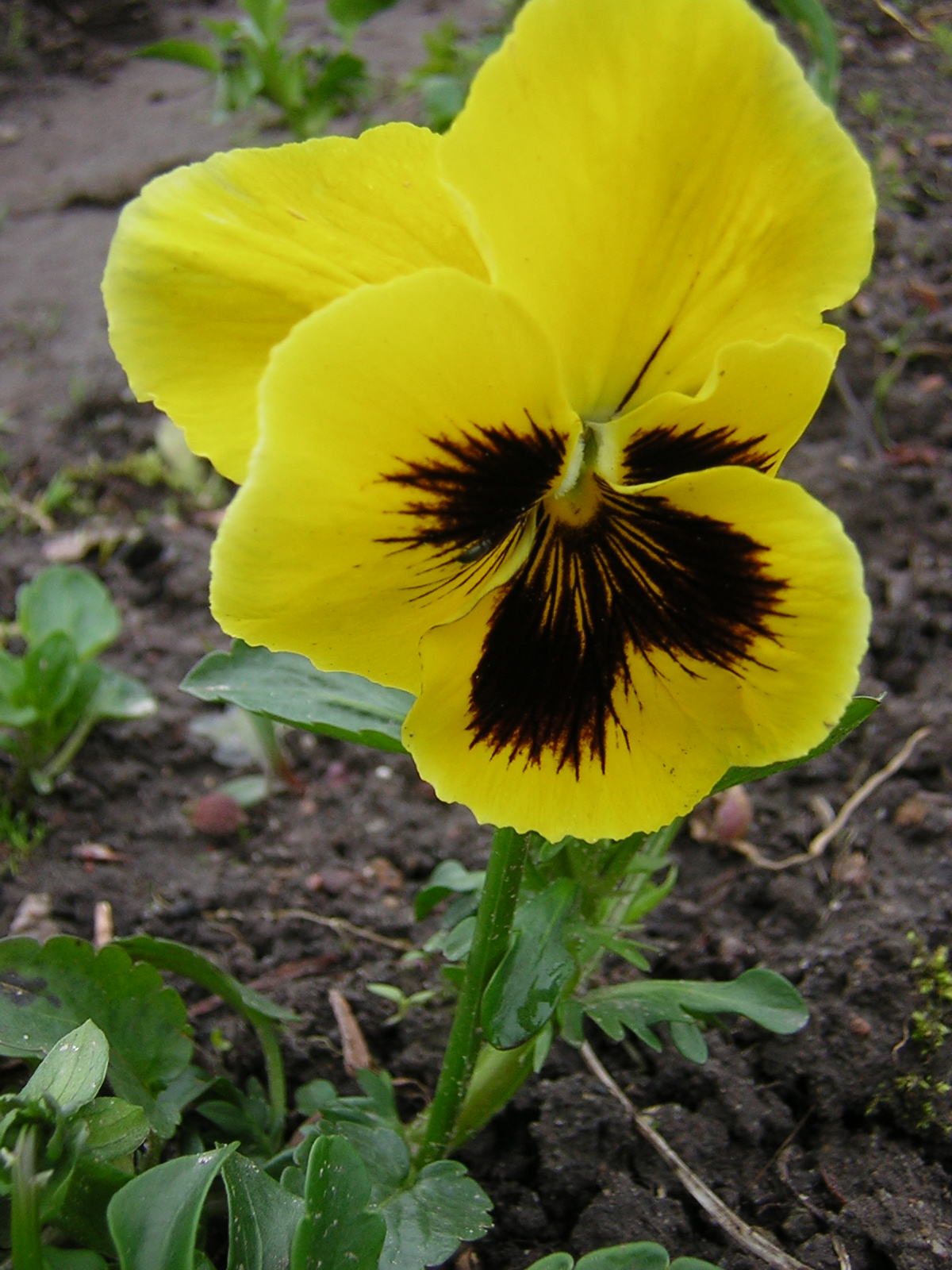